# Two penny blue
Conhecido por ter sido o segundo selo postal do mundo.
O Two penny blue foi o segundo selo postal do mundo.

## História
Foi emitido no Reino Unido em Maio de 1840, com um desenho semelhante ao do one penny black para franquear cartas de segundo escalão. Originalmente, tinha emissão planeada para o mesmo dia que o one penny black (6 de Maio), mas há dúvidas que tal tenha acontecido, pois o carimbo mais antigo que se conhece data de 8 de Maio de 1840.
No ano seguinte, as cores foram revistas, passando o selo de "one penny" a ser da cor tijolo, e o "two penny" de um novo tom de azul. Contudo, quando impresso, este tinha uma cor muito semelhante à anterior, pelo que linhas brancas foram adicionadas no topo e no fundo do selo para os distinguir das primeiras emissões.